# Magelungsån

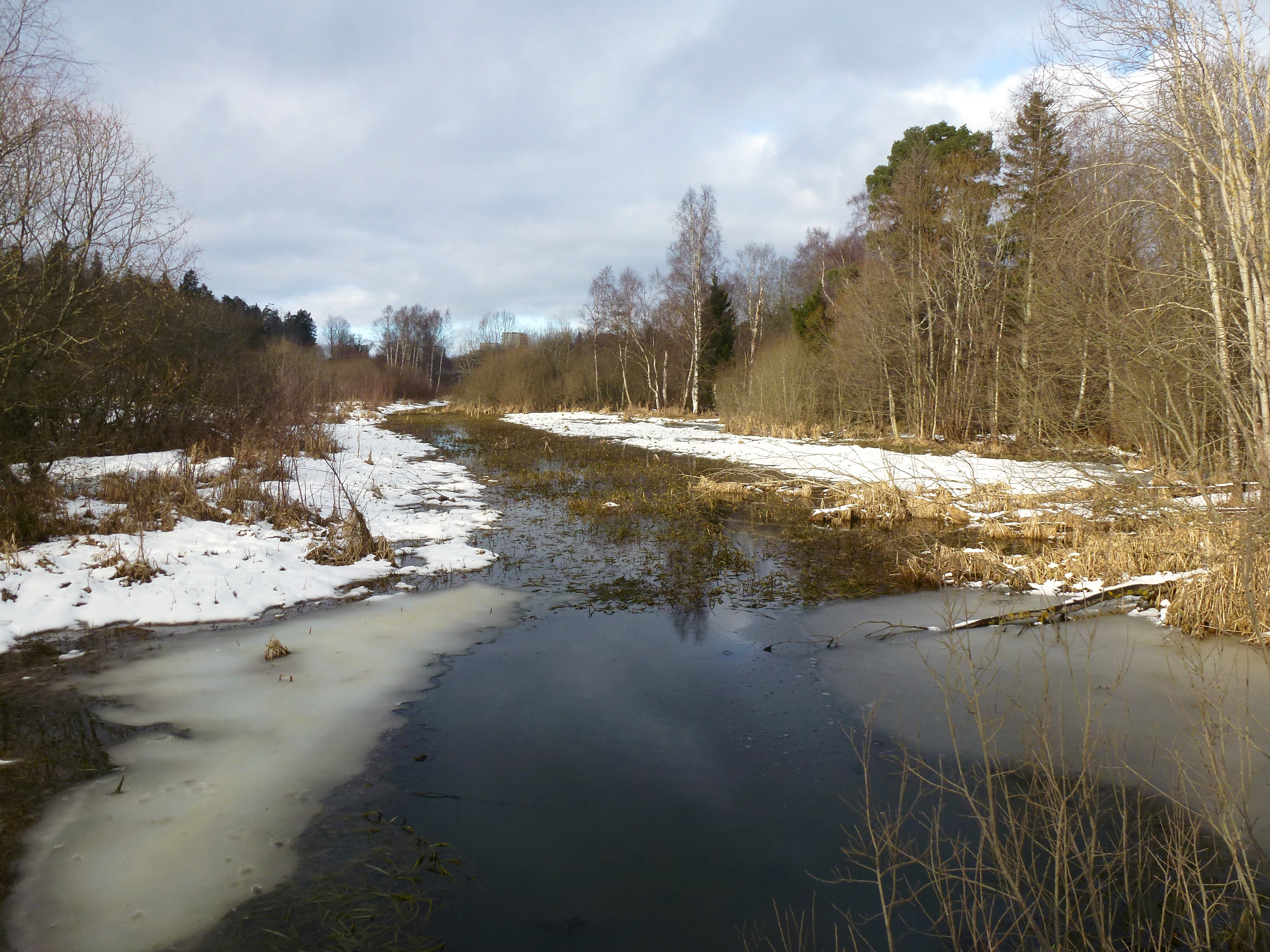
Magelungsdiket / Magelungsån, vy mot norr från Snösätravägen, 2015.

Magelungsån var ett vattendrag i Brännkyrka socken i södra Stockholm. Ån existerade fram till 1960-talets slut och förband sjön Magelungen med den numera försvunna Brännkyrkasjön. En sista rest av ån är Magelungsdiket i Rågsveds friområde.

## Historik
Inom och i anslutning till Magelungsåns dalgång finns bosättningsområden från förhistorisk och historisk tid. Längst i norr, vid Brännkyrkasjöns västra strand återfinns Älvsjö gård med rötter från tidig medeltid. Gårdens allé pekade rakt in i Magelungsåns dalgång som på en karta från 1846 kallas Långängen. Inne i dalgången och angränsande områden låg flera av Älvsjös torp och utgårdar, bland dem Hagsätra, Rågsved, Bjursätra och Snösätra. Närmast Magelungen låg torpet Högdalen, som lydde under godset Örby. Några av dessa torpställen har gett namn åt stadsdelar i södra Stockholm. I Magelungsåns dalgång gick även en byväg som senare byggdes ut till Magelungsvägen och parallellt med Magelungsån anlades Nynäsbanan som öppnades för trafik 28 december 1901.

## Historiska kartor
| Magelungsån på 1870-talet (t.v.) och i början av 1900-talet efter att Nynäsbanan hade anlagts genom dalgången. |  | Magelungsån på 1870-talet (t.v.) och i början av 1900-talet efter att Nynäsbanan hade anlagts genom dalgången. |
| Magelungsån på 1870-talet (t.v.) och i början av 1900-talet efter att Nynäsbanan hade anlagts genom dalgången. |  | |

## Ån blir dräneringsdike
Magelungsån fick sitt vatten huvudsakligen från Brännkyrkasjön som efter 1700-talet  försvann mer och mer genom förminskat vatteninflöde och landhöjningen. Kring 1860-talet liknar den mest ett kärr och vid sekelskiftet 1900 är den markerad som våtmark. År 1872 bildades Brännkyrka sjösänkningsföretag. Syftet med bolaget var att dika ut och tömma Brännkyrkasjön på vatten för att vinna mer jordbruksmark. Bland annat fördjupades och uträtades Magelungsån för att få fart på utflödet. På en karta från 1920-talet syns de omfattande utdikningskanalerna som skulle avleda vattnet till Magelungen. Vid den tiden utgjorde ån även gränsen mellan Örby och Älvsjö.
Magelungsån försvann slutligen i slutet av 1960-talet när Älvsjömässan byggdes på västra delen av den tidigare Brännkyrkasjön. Idag återstår en cirka 1000 meter lång rest av Magelungsån som sträcker sig mot norr mellan Magelungen och Nynäsbanans järnvägsspår. Det avsnittet heter numera Magelungsdiket.